# Карл Саган
Карл Едвард Саган (англ. Carl Edward Sagan 9 листопада 1934, Нью-Йорк — 20 грудня 1996, Сіетл, США) — американський астроном, планетолог та популяризатор науки.
Його найбільш знаменитим науковим внеском було пошук позаземного життя та вивчення можливості його існування. Він був ідейним натхненником декількох послань до позаземних цивілізацій: Золотих дисків «Вояджера», Пластинок «Піонера», Послання Аресібо. За все життя Карл Саган опублікував більше 600 наукових статей, був автором, співавтором або редактором більше 20 книг. Він написав багато наукових книг, найвідомішими з яких є Блакитна цятка: космічне майбутнє людства та Світ, повний демонів. Наука, як свічка у пітьмі. Саган був одним з авторів науково-популярного серіалу «Космос: персональна подорож», який став одним з найбільш популярних серіалів на американському телебаченні, його подивилося більше 500 мільйонів людей з 60 держав. Також він написав науково-фантастичну книгу Контакт за якою було знято однойменний фільм.
Карл Саган був популяризатором наукового скептицизму та наукового методу. Він був піонером у астробіології, а також прихильником проєктів з пошуку позаземного життя.

## Життєпис

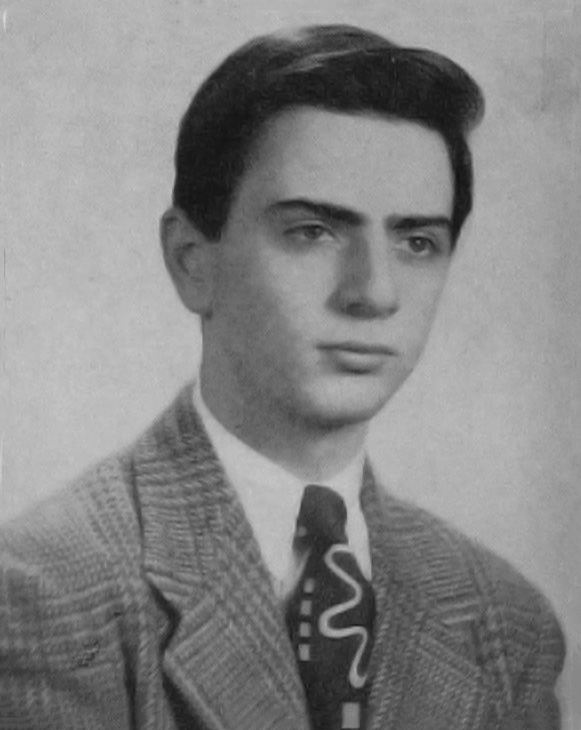
Карл Саган в 1951 році

Карл Саган народився 9 листопада 1934 року у Брукліні, Нью-Йорк. Народився він у сім'ї емігранта-українця з Кам'янця-Подільського Самуїла Сагана та Рейчел Грубер, чиї батьки емігрували з Сасова. Карл Саган названий своєю матір'ю на честь її мами Клари Грубер, яка померла під час народження другої дитини і за словами Сагана вона була «матір'ю, яку вона (Рейчел) ніколи не знала». У Карла Сагана також була сестра Керол. Він описував їх сім'ю як прихильників реформістського юдаїзму, але вони с сестрою казали, що їх батько не був особливо релігійним, а ось їх мати точно була релігійною людиною, яка завжди готувала кошерну їжу.
За словами біографа Кея Девідсона, Саган пережив своєрідну «внутрішню війну» в результаті його близьких стосунків з обома батьками, які багато в чому були «протилежностями». Він простежив свої аналітичні нахили до своєї матері, яка була надзвичайно бідною дитиною в Нью-Йорку під час Першої світової війни та 1920-х років і чиї пізніші інтелектуальні амбіції були саботовані її бідністю, статусом жінки та єврейською національністю. Біограф висловив припущення, що вона «поклонялася своєму єдиному синові Карлу», тому що «він здійснить її нездійснені мрії». Саган вважав, що він успадкував почуття подиву від свого батька, який проводив свій вільний час, роздаючи яблука бідним або допомагаючи заспокоїти напругу між робітниками та керівництвом швейної промисловості Нью-Йорка. Хоча батько Сагана був в захваті від інтелектуальних здібностей свого сина, він також сприйняв його допитливість спокійно, розглядаючи це як частину дорослішання. Пізніше, під час своєї кар'єри, Саган спиратиметься на спогади дитинства, щоб проілюструвати наукові тези, як він це зробив у своїй книзі «Тіні забутих предків».
Описуючи вплив своїх батьків на його подальше мислення, Саган сказав: «Мої батьки не були вченими. Вони майже нічого не знали про науку. Але, познайомивши мене одночасно зі скептицизмом і допитливістю, вони навчили мене двом непросто співіснуючим способам мислення, які є центральними для наукового методу». Він згадував, що визначальний момент у його розвитку настав, коли батьки взяли його, у віці чотирьох років, на Всесвітню виставку в Нью-Йорку 1939 року. Пізніше він описав свої яскраві спогади про кілька тамтешніх експонатів. Одна з них під назвою «Америка завтрашнього дня» включала рухому карту, яка, як він згадував, «показувала прекрасні шосе, листя конюшини та маленькі автомобілі General Motors, які перевозили людей до хмарочосів, будинки з чудовими шпилями, аркбутани — і це виглядало чудово!». Інший експонат демонстрував, як ліхтарик світив на фотоелемент, створюючи звук потріскування, а інший показував, як звук камертона перетворюється на хвилю на осцилографі. Він також побачив експонат тодішнього засобу масової інформації, відомого як телебачення. Згадуючи про це, він пізніше писав: «Очевидно, що світ таїв у собі такі чудеса, про які я ніколи не здогадувався. Як тон може стати зображенням, а світло — шумом?».
Ставши дорослим, натхненний своїми спогадами про Всесвітню виставку, Саган і його колеги створили схожі капсули часу, щоб відправити їх у галактику: меморіальну дошку Pioneer і детальну інформацію про Золотий диск «Вояджера».
Під час Другої світової війни батьки Сагана хвилювалися за долю своїх європейських родичів, але він загалом не знав про деталі війни, що тривала. Він писав: «Звичайно, у нас були родичі, яких зачепив Голокост. Гітлер не був популярним у нашій родині… але, з іншого боку, я був досить ізольований від жахів війни». Його сестра, Керол, розповідала, що їхня мати «понад усе хотіла захистити Карла… їй було надзвичайно важко мати справу з Другою світовою війною та Голокостом». Книга Сагана «Світ, охоплений демонами» (1996) містить його спогади про цей конфліктний період, коли його сім'я мала справу з реаліями війни в Європі, але намагалася запобігти тому, щоб це не підірвало його оптимістичного духу.
Навчався в Чиказькому університеті, доктор астрономії й астрофізики (1960). Карл Саган працював в університеті штату Індіана (лаборант у лабораторії Нобелівського лауреата генетика Г. Муллера (1952—1953). З 1960 року Карл Саган — асистент в Йоркській обсерваторії Чиказького університету, Каліфорнійському університеті в Берклі та Стенфордському університеті. У 1962—1968 роках вчений викладав астрономію в Гарвардському університеті і працював у Смітсонівській астрофізичній обсерваторії. Від 1968 року і до кінця життя Карл Саган був професором астрономії та космічних досліджень Корнеллського університету, а також був директором лабораторії з вивчення планет.
Карл Саган — засновник Планетного товариства (1979), яке об'єднало землян, які цікавляться Космосом, майбутнім планети Земля. Зокрема, Карл Саган та його колеги оприлюднили наукову працю-попередження людству про наслідки ядерної війни на Землі (можливе охолодження атмосфери й прихід «ядерної зими»). Науковець змоделював синтез органічних сполук, які зародилися у первинній атмосфері Землі. Він — автор «парникової моделі» атмосфери Венери. Він також відомий своїми дослідженнями поверхні Марса, Юпітера. Учасник програм вивчення Венери. Автор знаних у світі книг та телесеріалів, присвячених позаземним цивілізаціям, лауреат Пулітцерівської премії за книгу «Дракони Едема. Роздуми про еволюцію людського мозку».
К. Саган — учасник програм космічних досліджень Венери («Марінер-2», 1962), Марса («Марінер-9», 1971-3), («Вікінг-1» та «Вікінг-2», 1976), Юпітера, Сатурна («Вояджер-1», «Вояджер-2», 1977—1981).
|                       | Мені пощастило брати участь у програмі «Аполлон», але я не засуджую тих, хто вважає, буцімто цей політ вигаданий, а його кадри знято у голлівудській студії. |
| — про «місячну змову» | |

Саган також брав участь як дослідник у Проєкті А119, таємній операції ВПС США, метою якої було скидання атомної бомби на Місяць.
Колишній студент Девід Морісон описував Сагана як «людину-ідею і майстра інтуїтивного фізичного аргументу і розрахунків на берегах».
Після двох років страждання від мієлодисплазії та трьох трансплантацій кісткового мозку від своєї сестри Саган помер від пневмонії у віці 62 років у Центрі дослідження раку імені Фреда Хатчінсона в Сіетлі 20 грудня 1996 року. Його поховали на кладовищі Лейк-В'ю в Ітаці, Нью-Йорк.

## Популяризатор науки
Провідною ідеєю діяльності науковця було вивчення проблеми виникнення життя на Землі та можливість його пошуків у Всесвіті. Неодноразово наголошував, що це захоплення пробудив у ньому астрофізик українського походження Йосип Шкловський (1916—1985). Книга останнього «Всесвіт, життя, розум» (1962) супроводжувала молодого Сагана всюди.[джерело?] 1966 року в США побачив світ її переклад під назвою «Розумне життя у Всесвіті». Саган не просто переклав видання, але й став його співавтором, що зробило його відомим серед американських авторів науково-популярної літератури.
Треба зауважити, що Саган не боявся бути звинуваченим колегами у спробах дискредитації себе як науковця участю в аматорських товариствах та виступами перед слухачами. Він також не ховався за прізвиськами, поширюючи науково-популярні статті (до речі, на його рахунку понад 600 статей та 20 книг). Був глибоко переконаний, що заради розкриття таємниць Всесвіту логічно поєднувати серйозні наукові дослідження і діяльність з їхнього поширення.
Першою самостійною книжкою К. Сагана став «Космічний зв'язок» (1973), присвячений перспективній позаземній діяльності людства.
|  | …Те, чим я займаюсь, здається мені неправдоподібним, майже казковим сном: беру участь у дослідженнях Венери, Марса, Юпітера та Сатурна; намагаюсь крок за кроком спробувати розгадати народження життя, що сталося мільярди років тому на первісній Земля; посилаю прилади на Марс для пошуку там життя; вдаюся до серйозних спроб встановити зв'язок з іншими розумними істотами, котрі, можливо, є десь в глибинах нічного неба… я вважаю щасливим таланом жити саме в наш час людської історії, коли відбуваються такі захопливі пошуки та відкриття.— пояснював вчений власну пристрасть до літературної творчості. Він був переконаний, що вчасно народився, адже коли б це сталося півстоліття тому, його захоплення сприймалося б як фантазія, а коли б він народився через півстоліття в майбутньому, то тоді вже завершиться попереднє дослідження Сонячної системи, будуть відомі підсумки пошуку життя на Марсі й відкрита таємниця походження земного життя. |

Видання «Дракони Едема. Роздуми про еволюцію людського мозку» (1977) було відзначене Пулітцерівською премією 1978 року.
Найоригінальнішими творами К. Сагана є його Послання позаземним цивілізаціям. Наприклад, на борту міжпланетних апаратів «Вояджер-1» та «Вояджер-2», він із колегами розташував короткі енциклопедії Землі: відеодиски з малюнками, знімками, музикою, людською мовою, звуками живої та неживої природи.
Фактично К. Саган започаткував у США новий вид літератури: науково-просвітницький, метою якого було зародження суспільно-масового зацікавлення астрономією.
1980 року книжка К. Сагана «Космос» стала найтиражнішим за всі часи науково-популярним виданням англійською мовою. Новинка 70 тижнів очолювала список бестселерів, який оприлюднюється в «Нью-Йорк таймс». Компанія PBS зняла однойменний науково-популярний фільм з автором у ролі ведучого — «Космос: персональна подорож». Серіал було визнано як найзнаніший за всю історію державного телебачення: його дивилися 500 мільйонів глядачів у 60 країнах світу. Зауважимо, що в СРСР знімальну групу на чолі з К. Саганом не впустили. Не побачили радянські телеглядачі й цей 13-серійний телепроєкт, визнаний новою сторінкою в поширенні астрономії та космічних досліджень.
Закономірно, що науковець очолив творчий колектив новоствореного міжнародного журналу «Ікарус», присвяченого вивченню Сонячної системи (від 1970 до 1979 року К. Саган був головним редактором видання).
1985 року К. Саган разом із дружиною Е. Друян видали книжку «Комета» про комету Галлея, яка з'явилася поблизу Сонця 1986 року. 1995 року побачила світ книга «Блакитна плямка: Погляд на космічне майбутнє людства». «Нью-Йорк таймс» відзначила видання як одне з найкращих, а аудіокасета з його текстом відзначена премією Греммі й визнана однією з двох найкращих звукових книг року Америки. Бестселером стало й видання «Світ, повний демонів: Наука як свіча в пітьмі» (1996). Ідея книги надважлива: необмежена свобода підприємництва за відсутності громадянської позиції та загальної культури, загрожує викликати регрес в інтелектуальному розвитку людини.

## Нагороди науковця
Саган був відзначений десятками престижних відзнак та премій. Зокрема, він нагороджений найвищою відзнакою Національної академії наук США «за значний вклад у використанні науки на благо суспільства». Відділення планетології Американського астрономічного товариства, 1998 року заснувало медаль імені Карла Сагана за успіхи в поширенні наук про планети. Пулітцерівська премія (1978). На Марсі є кратер «Саган».
Карлу Сагану була присвячена однойменна пісня групи «Nightwish».